# Phyllocnistis leptomianta
Phyllocnistis leptomianta là một loài bướm đêm thuộc họ Gracillariidae. Loài này có ở Queensland.